# باشگاه فوتبال پرسیبو بوجونگورو
باشگاه فوتبال پرسیو بوجونگورو که معمولاً با نام پرسیبو شناخته می‌شود یک باشگاه فوتبال حرفه‌ای اندونزیایی در بوجونگورو، جاوه شرقی است. آنها پس از صعود از لیگ ۳ در سال ۲۰۲۴، در لیگ ۲ اندونزی رقابت می‌کنند. در سال ۲۰۱۰، پرسیبو پس از پیروزی در دیویسی اوتاما در فصل قبل، در سوپر لیگ اندونزی (سطح برتر فوتبال اندونزی) بازی کرد. در سال ۲۰۱۲، پرسیبو پس از شکست سمن پادانگ در فینال، جام حذفی اندونزی را به دست آورد و نماینده اندونزی در ای‌اف‌سی کاپ ۲۰۱۳ بود.